# One More Time
One More Time fue un grupo sueco de pop y new age compuesto por Nanne Grönvall, Maria Rådsten, Therese Löf y Peter Grönvall. Este último es hijo de Benny Andersson, componente de ABBA. 

## Carrera
En 1992 comenzaron una corta pero exitosa carrera con la publicación de un sencillo y álbum llamado "Highland", que fue número 2 en la lista de ventas de Suecia, 20 en Países Bajos y 80 en la de Reino Unido. Tras el primer disco, Therese Löf abandonaría el grupo. En 1995 compusieron la canción "Det vackraste" con la que Cecilia Vennersten quedó subcampeona del Melodifestivalen. Este tema ganó el premio "Grammis" a mejor canción del año, equivalente a los Premios Grammy en Suecia.
En 1996 vencieron como compositores e intérpretes el Melodifestivalen con la canción "Den Vilda" ("El Salvaje"), con lo cual representaron a su país en el Festival de la Canción de Eurovisión en Oslo, donde alcanzaron la tercera posición. La versión en inglés se tituló The Wilderness Mistress. A pesar del éxito comercial de estos trabajos, en 1997 publicaron su último álbum y Nanne Grönval comenzó una exitosa carrera en solitario.

## Discografía
- 1992 "Highland"
- 1994 "One more time"
- 1996 "Den Vilda"
- 1997 "Living in a dream"
- 1998 "The Best Of One More Time"